# Dennis Jennings
Dennis M. Jennings é um físico irlandês.
Em 1985–1986 foi responsável por três decisões críticas que moldaram o desenvolvimento subsequente da National Science Foundation Network (NSFNET), a rede primária que formou após a Internet.

## Publicações selecionadas
- "The Design of a Real-Time Operating System for a Minicomputer, Part 1", W F C Purser and D M Jennings, Software Practice and Experience, Vol 5 No. 2 (1975), pp. 147–167.
- "Computer Networking for Scientists", Dennis M. Jennings, Lawrence H,. Landweber, Ira H. Fuchs, David J. Farber, and W. Richards Adrion, Science, Vol. 231 No. 4741 (28 February 1986), pp. 943–950.
- "Research computer networks and their interconnection"[ligação inativa], L H Landweber, D M Jennings, and I Fuchs, IEEE Communications Magazine, Vol. 24, no. 6 (1986), pp. 5–17.
- Information Technologies in Support of Research, Dennis M. Jennings, Higher Education Management, v2 n3 (1990), pp. 310–18.